# Боривоје Боровић
Боривоје Боровић (Пљевља, 7. јул 1954) српски је адвокат и политичар, бивши народни посланик у Народној скупштини Републике Србије и бивши члан председништва Српског покрета обнове (СПО) и Народне странке (НС).

## Биографија

### Младост, образовање и адвокатска каријера
Боривоје Боровић је рођен у Пљевљима, тадашњој НР Црној Гори и ФНР Југославији, 7. јула 1954. Основу и средњу школу је завршио у Пљевљима, а потом је дипломирао на Правном факултету Универзитета у Београду.
Након дипломирања кренуо је да се бави адвокатуром, а 1985. године је основао Адвокатску канцеларију Боровић. Заступао је Ђорђа Божовића Гишку, Бранислава Матића Белог, Александра Кнежевића Кнелета, Горана Вуковића Мајмуна, Вука Драшковића, Војислава Шешеља, Томислава Николића итд. Био је председник Кривичне секције Адвокатске коморе Београда и члан Адвокатског форума за заштиту људских права и слобода. Основао је Адвокатску кривичну секцију 1989. године, а председник Адвокатске кривичне уније Србије је од 2014. године.

### Политичка каријера
У политику је ушао тако што је прво месец дана био члан Демократске странке (ДС), а потом је био један од оснивача и члан председништва Српског покрета обнове (СПО), и као члан СПО-а председавао скупштинским Одбором за правосуђе. Дао је оставку на одборничку функцију у Београду и као разлог навео је, између осталог, „превелики утицај левичара Милана Божића“ на врх СПО, а странку је напустио 2000. године, притом назвавши је „највећом диктаторском странком Србије“.
Године 2000. заједно са Синишом Ковачевићем, безуспешно је покушао да направи Народну странку Правда, а био је члан председништва Народне странке.
Боровић је мишљења да актуелна власт у Србији „испољава мржњу према Црној Гори“, као и да „жели да контролише и политички и територијални интегритет Црне Горе“.

### Приватан живот
Ожењен је Тањом, а имају ћерку Ирину и сина Стефана.